# Горелов, Иван Павлович (писатель)
Иван Павлович Горелов (11 сентября 1910, хутор Ковалевский — 22 июля 1970, Москва) — советский писатель, публицист, ответственный редактор журнала «Советский киноэкран» (1940—1941).

## Биография
Родился в 1910 году в хуторе Ковалевском Краснодарского края в семье лесника. В одиннадцать лет остался без отца и был отдан в работники в город Армавир к арендатору мельниц. Затем пас табун лошадей в совхозе «Хуторок», работал погонычем и сборщиком винограда. Организовал в совхозе кружок поэтов и руководил им в течение трех лет. В 1931 году окончил Ставропольский сельскохозяйственный техникум и работал ботаником на кубанской опытной станции «Маяк революции». Затем — четырехлетнее обучение на литературном факультете Ростовского-на-Дону педагогического института.
Его первые очерки были опубликованы в краевой комсомольской газете «Большевистская смена». Вскоре в Ростове-на-Дону одна за другой вышли книги очерков «На родине С. М. Буденного», «Ударницы колхозной стройки», «Подтелков и Кривошлыков» и сборник рассказов «Новеллы».
В 1938 году окончил сценарный факультет Всесоюзного государственного института кинематографии и вступил в ВКП(б). Два года работал в армейской печати.
В 1940 году был назначен ответственным редактором журнала «Советский киноэкран». В 1941—1943 годах в звании младшего политрука воевал на фронте. Был награжден медалью «За оборону Москвы». Затем более десяти лет работал референтом по литературе и искусству в аппарате Совета Министров СССР.
В 1954—1957 годах был членом редакционной коллегии журнала «Огонёк». Его сатирические и юмористические рассказы печатались в журналах «Крокодил», «Огонёк», «Украина», в альманахе «Молодая гвардия» и других.
Умер в 1970 году, похоронен в Москве на Востряковском кладбище.